# Budyschtsche (Tscherkassy)
Budyschtsche (ukrainisch Будище; russisch Будище Budischtsche) ist ein Dorf im Südosten der ukrainischen Oblast Tscherkassy mit etwa 1700 Einwohnern.

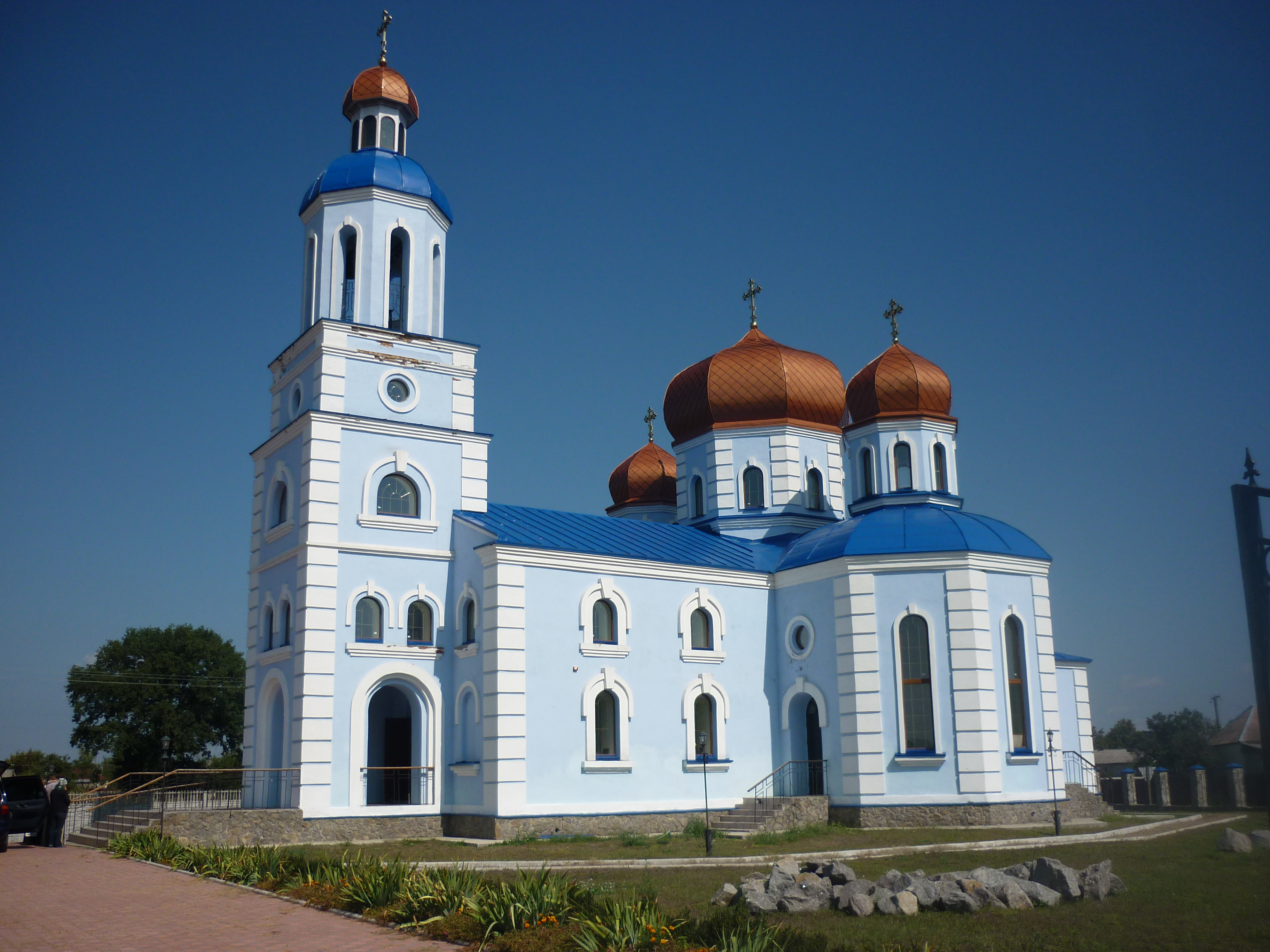
Kirche im Ort

Das Dorf wurde 1036 zum ersten Mal schriftlich erwähnt und liegt östlich des Flusses Wilschanka (Вільшанка) und nördlich der ukrainischen Regionalstraße R-10, 21 Kilometer westlich der Rajons- und Oblasthauptstadt Tscherkassy.

## Verwaltungsgliederung
Am 12. Juni 2020 wurde das Dorf zum Zentrum der neugegründeten Landgemeinde Budyschtsche (Будищенська сільська громада/Budyschtschenska silska hromada). Zu dieser zählen auch die 4 in der untenstehenden Tabelle aufgelistetenen Dörfer sowie die Ansiedlung Sokyrna, bis dahin bildete es zusammen mit den Dörfern Jelysawetiwka, Losiwok und Nowoseliwka die gleichnamige Landratsgemeinde Budyschtsche (Будищенська сільська рада/Budyschtschenska silska rada) im Norden des Rajons Tscherkassy.
Folgende Orte sind neben dem Hauptort Budyschtsche Teil der Gemeinde:
| Name                     | Name         | Name                         |
| ukrainisch transkribiert | ukrainisch   | russisch                     |
| ------------------------ | ------------ | ---------------------------- |
| Jelysawetiwka            | Єлизаветівка | Елизаветовка (Jelisawetowka) |
| Losiwok                  | Лозівок      | Лозовок (Losowok)            |
| Nowoseliwka              | Новоселівка  | Новосёловка (Nowosjolowka)   |
| Sokyrna                  | Сокирна      | Сокирна (Sokirna)            |
| Swydiwok                 | Свидівок     | Свидовок (Swidowok)          |